# Фремрінамур
Фремрінамур (ісл. вимова: [ˈfrɛmrɪˌnauːmʏr̥] ( прослухати)) — вулкан з вулканічною системою, розташований на базальтовому плато в Ісландії. Він знаходиться на стику Серединно-Атлантичного хребта та Гренландсько-Ісландсько-Фарерського хребта. Це одна з п'яти вулканічних систем, знайдених в осьовій рифтовій зоні на північному сході Ісландії. 
Вулканічна система Фремрінамур, на північ від Аск’я та на південь від озера Міватн, містить центральний щитовий вулкан Кетілдінг’я та розлом Свейнар, що простягається на 130 км до північного узбережжя Ісландії. Щитовий вулкан Керлінгардінгджа на півдні належить до раннього голоцену. Під час останнього виверження утворився лавовий потік Бурфеллшраун приблизно 3200 р. тому, який зайняв 75 км2.
Останнє виверження відбулося в 800 році до н. е. (± 300 р.). 

## Дивись також
- Вулканізм в Ісландії
  - Вулкани Ісландії